# ダイアン・フォッシー
ダイアン・フォッシー（英: Dian Fossey, 1932年1月16日 - 1985年12月26日）は、アメリカの霊長類学者、動物学者、動物行動学者、生物学者。チンパンジーを研究したジェーン・グドールやオランウータンを研究したビルーテ・ガルディカスと並んで著名な霊長類学者の3人のうちに数えられる。
ルワンダの森林（火山国立公園）にて古生物学者のルイス・リーキーと共に18年にも及ぶマウンテンゴリラの生態調査を行ったが、1985年12月、何者かに殺害された。事件は未解決となっている。フォッシーが1983年に出版した著書『霧のなかのゴリラ―マウンテンゴリラとの13年』には、マウンテンゴリラ研究と彼女自身の人生が語られている。本書は1988年に、シガニー・ウィーバー主演で映画化された。

## 出生
ダイアン・フォッシーは1932年カリフォルニア州サンフランシスコに生まれた。父親は保険販売員のジョージ・フォッシー、母親は雑誌のモデルをしていたキャスリーンである。3歳のころ両親は離婚し、5歳のころ母親は金持ちの建築士リチャード・プライスと再婚した。義父はダイアンを自分の子としては扱わず、おなじ食卓につくこともなかった。義父に愛されないフォッシーは動物に関心を向け初めてのペットに金魚を飼うと、一生を通じて動物に愛情を注いだ。6歳ではじめた乗馬は、馬場馬術を習得するまでになった。

## 教育
フォッシーはカリフォルニア州サンフランシスコにあるローウェル高校を卒業後、義父の勧めでマリンカレッジに進み経営学を学んでいたが、動物に対する情熱を抑えることができず、義父の思惑とは異なる獣医を目指すとカリフォルニア大学デービス校に入学し直し、獣医学を専攻した。親の意思に背いて経済的な援助を失ったため、在学中はディスカウントストアで事務員をしたり、工場で機械オペレーターとして働き生活費を得ている。しかし苦手の化学と物理学で単位を落とし進級ができなかったので、学費の安いサンノゼ州立大学に転校し、作業療法を学ぶと1954年に学士号を取得した。
卒業後はカリフォルニア州の数々の病院で働きながら、馬術家としての腕も磨いていく。馬術を縁にケンタッキー州に移り、馬産地ルイヴィルにあるコサイア障害児病院に勤務した。内気で人付き合いの苦手なフォッシーであったが、子供たちとは上手く付き合うことが出来た。
同僚マリー・ホワイト・ヘンリーは家族経営の農場出身で、その家に部屋を借りたフォッシーは家畜の世話をする日常を送りはじめ、それまでの人生に欠けていた家族の温かみに触れた。1963年に休暇でアフリカに旅行した。1966年にはルイス・リーキーの誘いでマウンテンゴリラの研究費を約束されると、仕事を辞めてアフリカに移る。

### アフリカへの興味
フォッシーが病院勤務で親しくなったマリー・ホワイト・ヘンリーから、夫で医者のマイケル・J・ヘンリーと3人でアフリカ旅行に誘われたものの、この時は金銭的にかなわず辞退している。だが結局は年収とほぼ同額の8千ドルを借金し、1963年にアフリカへ7週間の旅に出た。ケニアのナイロビでは、Treetops Hotelを所有する俳優のウィリアム・ホールデンからガイドのジョン・アレキサンダーを紹介され、ケニア、タンザニア、コンゴ、ローデシアを旅した。タンザニアのオルドヴァイで出会ったルイス・リーキーはヒト科の動物の化石の発掘地帯を調査しており、妻マリー・リーキーは建築学者である。ルイスはフォッシーに、ジョージ・シャラーが道を開いた大型類人猿の調査が長い期間にわたりつづいてきたことの重要性、さらにジェーン・グドールの業績について語って聞かせた。リーキー夫妻と別れた後、フォッシーはウガンダ滞在中に初めて野生のマウンテンゴリラと出会った。帰国後、フォッシーはマウンテンゴリラに関する論文を雑誌に掲載した。

## コンゴでの調査
講演旅行でケンタッキーを訪れたリーキーに再会すると、フォッシーは論文の掲載誌を見せた。リーキーはフォッシーのマウンテンゴリラに寄せる関心を覚えており、最初の出会いから3年後、ジェーン・グドールのチンパンジー調査と同様の調査を、マウンテンゴリラ対象に行おうとフォッシーに提案した。8か月かけてスワヒリ語と霊長類学を学んだ後、フォッシーは1966年にナイロビに到着した。リーキーの助力で資金と食料と、キャンバス地の幌（ほろ）を張ったランドローバーを手にすると、コンゴに向かう旅の途中、ゴンベ渓流国立公園に立ち寄ってグドールのチンパンジー観察の手法を見学した。写真家のアラン・ルートの助けでヴィルンガ山地での調査許可を手に入れ、1967年にカバラで調査を開始した。山の上の森林に囲まれた地を選びキャンプを張ると、月に一度だけ食料を補給するため、麓の村まで車で片道2時間の距離を運転した。
当初、フォッシーはゴリラの群れに近寄れなかったが、ゴリラの行動の真似をすることで接近に成功した。後に、自閉症の小児を相手にした作業療法の経験が役に立ったと語っている。ジョージ・シャラーと同様に、ゴリラの鼻紋によって個体識別を行った。
フォッシーがコンゴに来た時期は混乱の最中であった。1960年にベルギーから独立しながら、1965年には軍事クーデターが勃発した。その後も戦闘が頻発して政情不安のまま、1967年にはキャンプに来た兵士に捕らえられ、脱出したフォッシーはウガンダに逃れている。ウガンダ政府にはコンゴに戻ることを反対され、リーキーの助言によって、ヴィルンガ山地のルワンダ側で調査を再開した。

## ルワンダでの保護活動
1967年、フォッシーはルワンダの標高3000mの高地に、面積25m2のカリソケ研究センターを設立した。この地のゴリラは人間にまだ慣れておらず、接近するには長い時間を要した。センターまでの道は丈が1.8mもある草に覆われ、センターは暗くじめじめとした泥に覆われ、多くの学生は当地での研究をあきらめて帰国するほど環境は厳しかった。

### 密猟に対する反対運動
ヴィルンガ山地は禁猟区域のはずだったが、公園保護官の給与はフォッシーの雇った現地スタッフよりも低く、賄賂で密猟を黙認することが多かった。フォッシーは公園保護官の命令でゴリラの幼児が捕えられるのを3度、目撃した。そのたびにゴリラの成獣は命がけで子供を守ろうとして、しばしば10頭超が殺された。フォッシーは保護基金を設立して資金を集め、スタッフを雇って見回りをさせたり密猟者の罠を多数破壊した。その間、ルワンダの正規の公園保護官は手をこまねいていた。公園の東側にはフォッシー達の見回りが届かないため、密猟者は象牙を求めて象を狩り、ゴリラを殺し続けた。フォッシーは密猟者の逮捕にも協力した。
1978年、ドイツのケルン動物園に贈る2頭の若いゴリラをつかまえようとした際には、成獣20頭が殺された。目当ての2頭は怪我を負い、公園保護官の要請で治療のためフォッシーのもとにに預けられた。だがフォッシーの抗議にもかかわらず、2頭はドイツに送られ、9年後に死亡した。
当初、フォッシーの調査対象のグループのゴリラは密猟対象にならなかったが、1978年になると幼児も成獣も密猟者によって殺された。観光による振興を求める人々とフォッシーの間には、次第に対立が生まれて行った。

### 野生動物の観光に反対
ゴリラは人間の伝染病に免疫を持たないことが多かったため、フォッシーは野生動物目的の観光に反対した。伝染病によるゴリラの死を報告し、観光は自然に対する干渉であると非難した。動物保護団体が主催する見学ツアーにも反対で、調査妨害だしゴリラの平穏な生活を侵害するものだと非難した。

### 生活圏の保護
フォッシーの運動により、保護区域は標高3000mの地域から2500mまで下げて拡大された。

### ディジット基金
1977年、フォッシーのお気に入りのゴリラであるディジットが、群れを守ろうとして密猟者に殺された。ディジットの手は切り取られ、灰皿として売られた。フォッシーのアシスタントが捕えた密猟者は、服役が決まっった。フォッシーは密猟を妨害するためにディジット基金を設立し、寄付を集めた。公園保護官が裏で密猟を手助けていると非難し、公園保護官を支援する他の国際的な保護機関には批判的であった。自分の調査対象グループのゴリラを殺されたフォッシーはさらに過激になり、次第に科学的な調査よりも密猟反対運動に時間を注ぐようになった。フォッシーたちは密猟者の罠を破壊するだけでなく、密猟者を捕えて辱め、その家畜を奪って身代金を要求し、キャンプを焼き払うようになった。地元の警察を脅して法の遵守と自分たちの活動への協力を強要した。

## 私生活
フォッシーは、最初のアフリカ旅行でアレクシス・フォレスターと出会って婚約した。後に既婚者の写真家ボブ・キャンベルと親しくなったが、やがて別れることになった。ケンブリッジ大学で博士号を目指して研究中に妊娠に気付いたが中絶した。そののちも何度か恋愛があった。
虐待された動物を救うことが多かったため、フォッシーのキャンプには小動物園がもうけられた。ジェーン・グドールとは友人となった。
ヘビースモーカーのフォッシーは慢性閉塞性肺疾患に苦しみ、病気は湿った高地での生活により悪化した。次第にフィールド調査は困難となり、酸素ボンベが欠かせなくなった。

## 死
1985年12月27日、小屋の寝室で斬り殺された姿が発見された。小屋の壁には穴が開き、貴重品も現金も盗まれてはいなかった。遺言書には、製作予定の劇場映画から得る収益も含めて全財産をディジット基金に寄付すると書かれていたが、証人となる家族の共同署名はなかった。後の裁判で遺言は無効とされ、フォッシーの母が遺産を相続した。

### 死の余波
全スタッフが逮捕され取り調べを受けたが、牢内で自殺した一人を除いて全員が釈放された。
後に、ルワンダの法廷はすでにアメリカに帰国していたスタッフのウェイン・マクガイアを不在のままで有罪とする判決を下したが、マクガイアが服役することはなく、その判決の真否は後に論議の的となった。

## 科学的業績
フォッシーはゴリラのメスがグループ間を移動すること、ゴリラの発声の解析、グループ内の個体の階層やグループ間の関係、子殺し、食事などを観察して発表した。

## 死後
フォッシーの死後、ディジット基金 (Digit Fund) はダイアン・フォッシー国際ゴリラ基金 (Dian Fossey Gorilla Fund International) と改称された。カリソケ研究センターは基金によって運営され、今日もゴリラの調査と保護を続けている。1994年のルワンダ虐殺まで、センターはフォッシーの指導学生たちが運営した。虐殺とその後の混乱の間、キャンプは略奪を受け破壊される。今日ではフォッシーの小屋の跡が残るだけである。さらに内戦が続きヴィルンガ山地には逃れてきた人があふれ、環境は破壊された。
まだ無名時代のボブ・キャンベルは『ナショナル ジオグラフィック』誌の依頼で1969年、フォッシーを取材し撮影に取り掛かると、誌面を飾った写真を通じて1970年と翌年に大きな評判を呼ぶことになる。アフリカ学を率いるフロリダ大学はキャンベル撮影による動画やカラースライドの遺贈を受け、ジョージ・スマザーズ図書館に保管しオンラインで公開している。またフロリダ自然史博物館はキャンベルの写真素材を使い、直近で2019年にフォッシーとゴリラ保護活動を振り返るマルチメディア型の『霧の中のゴリラ：ダイアン・フォッシーの遺産』展を開いた。

## 登場する作品
映画『愛は霧のかなたに』（1989年） - シガニー・ウィーバーがフォッシーを演じた。

## 主な著作
- Vocalizations of the mountain Gorilla (Gorilla gorilla beringei)

by Dian Fossey
Article Article
Language: English  
Publication: Animal Behaviour, v20 n1 (197202): 36-53
- "Observations on the home range of one group of mountain gorillas (Gorilla gorilla beringel)".

Animal Behaviour, volume 22, no.3 (197408): pp.568-581. 
- "The behaviour of the mountain gorilla."

卒業論文、1976年。
- "Dixson, A. F. The natural history of the gorilla. New York: Columbia University Press. 1981." (1982-08) American Journal of Physical Anthropology, vol.58 no4, pp.464-465. 書評
- Gorillas in the mist, Houghton Mifflin, 1983, ISBN 0395282179, NCID BA04038778.
- 『霧のなかのゴリラ : マウンテンゴリラとの13年』羽田節子、山下恵子 (訳)、早川書房、1986年。のち平凡社ライブラリー、2002年。

## 関連資料
- REBOUSSIN, Daniel. "Dian Fossey’s Research with Rwanda’s Mountain Gorillas." CENTER FOR AFRICAN STUDIES Research Report 2016–2017, フロリダ大学アフリカ学研究所、p .18。